# 유구장
유구장(劉乆長, ? ~ ?)은 전한의 제후로, 하간헌왕의 손자이다.

## 생애
아버지 유애의 뒤를 이어 고곽후(高郭侯)에 봉해졌다.
시호를 효라 하였고, 작위는 아들 유비가 이었다.

## 출전
- 반고, 《한서》 권15상 왕자후표 上

| 선대 아버지 고곽절후 유애 | 전한의 고곽후 ? ~ ? | 후대 아들 고곽경후 유비 |